# Sfingolipid
Sfingolipider är en klass av lipider som innehåller en ryggrad av sfingoida baser, som är en uppsättning alifatiska aminoalkoholer som innehåller sfingosin. De upptäcktes i hjärnextrakt på 1870-talet och fick namn efter den mytologiska sfinxen på grund av deras gåtfulla natur. Dessa föreningar spelar viktiga roller i signaltransduktion och celligenkänning. Sfingolipidoser, eller störningar av sfingolipidmetabolism, har särskild inverkan på neural vävnad. En sfingolipid med en terminal hydroxylgrupp är en ceramid. Andra vanliga grupper bundna till den terminala syreatomen inkluderar fosfokolin, vilket ger ett sfingomyelin, och olika sockermonomerer eller -dimerer, vilket ger cerebrosider respektive globosider. Cerebrosider och globosider är gemensamt kända som glykosfingolipider.

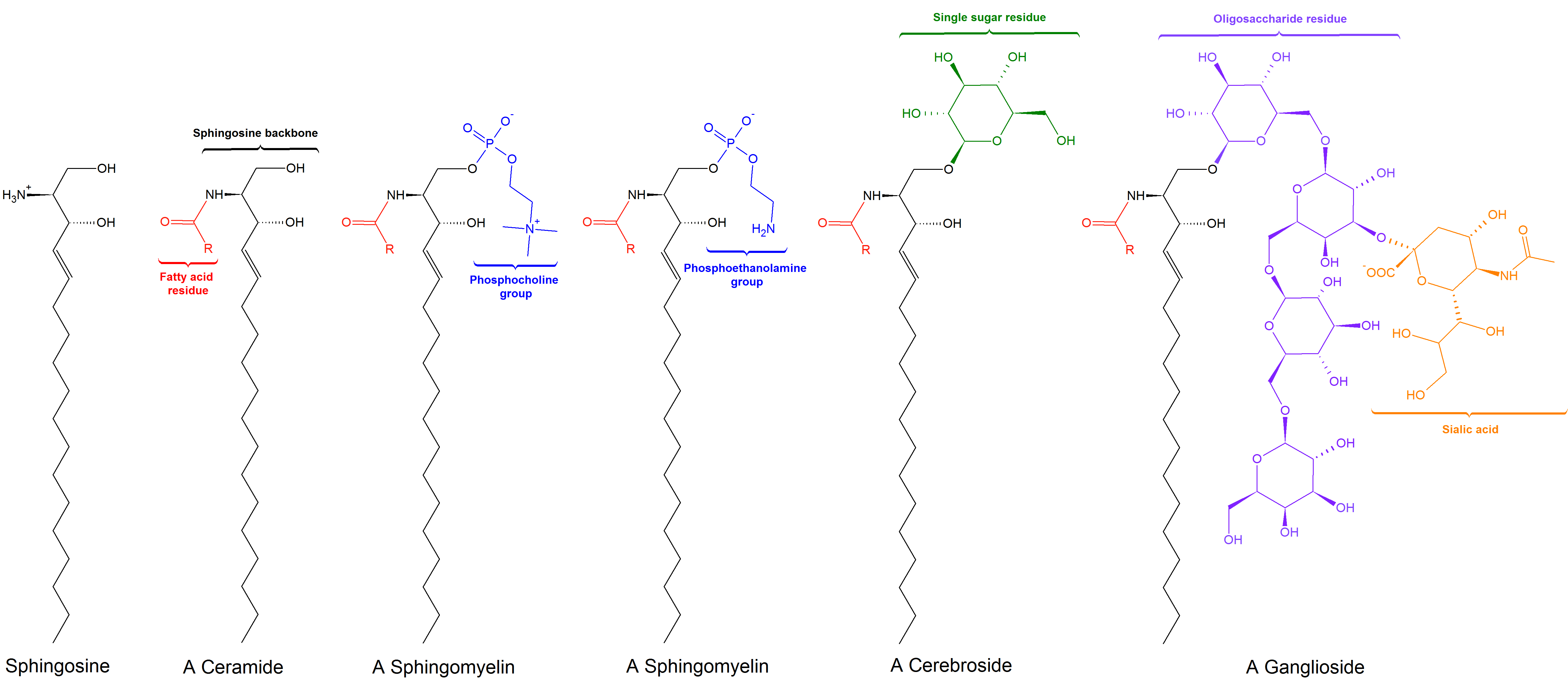
Allmän struktur hos sfingolipider

## Struktur
De långkedjiga baserna, ibland helt enkelt kända som sfingoida baser, är de första icke-övergående produkterna av de novo sfingolipidsyntes i både jäst och däggdjur. Dessa föreningar, specifikt kända som fytosfingosin och dihydrosfingosin (även känd som sfinganin, även om denna term är mindre vanlig), är huvudsakligen C18-föreningar, med något lägre nivåer av C20-baser. Ceramider och glykosfingolipider är N-acylderivat av dessa föreningar.
Sfingosinryggraden är O-bunden till en (vanligtvis) laddad huvudgrupp som etanolamin, serin eller kolin. Ryggraden är också amidbunden till en acylgrupp, som en fettsyra.

## Typer
Enkla sfingolipider, som innehåller sfingoida baser och ceramider, utgör de tidiga produkterna av sfingolipidernas syntetiska vägar.
- Sfingoida baser är de grundläggande byggstenarna i alla sfingolipider. De huvudsakliga däggdjurssfingosinbaserna är dihydrosfingosin och sfingosin, medan dihydrosfingosin och fytosfingosin är de huvudsakliga sfingosinbaserna i jäst.[7][8] Sfingosin, dihydrosfingosin och fytosfingosin kan vara fosforylerade.
- Ceramider, som en allmän klass, är N -acylerade sfingoida baser som saknar ytterligare huvudgrupper.

- - Dihydroceramid framställs genom N-acylering av dihydrosfingosin. Dihydroceramid finns i både jäst- och däggdjurssystem.
  - Ceramid produceras i däggdjurssystem genom desaturation av dihydroceramid med dihydroceramiddesaturas 1 (DES1). Denna mycket bioaktiva molekyl kan också fosforyleras för att bilda ceramid-1-fosfat.
  - Fytoceramid produceras i jäst genom hydroxylering av dihydroceramid vid C-4.

Komplexa sfingolipider kan bildas genom tillsats av huvudgrupper till ceramid eller fytoceramid:
- Sfingomyeliner har en fosfokolin- eller fosfoetanolaminmolekyl med en esterbindning till 1-hydroxigruppen i en ceramid.
- Glykosfingolipider är ceramider med en eller flera sockerrester sammanfogade i en β-glykosidbindning vid 1-hydroxylpositionen (se bild).
  - Cerebrosider har en enda glukos eller galaktos i 1-hydroxipositionen.
    - Sulfatider är sulfaterade cerebrosider.

- - Gangliosider har minst tre sockerarter, varav en måste vara sialinsyra.
- Inositol -innehållande ceramider, som härrör från fytoceramid, produceras i jäst. Dessa omfattar inositolfosforylceramid, mannosinositolfosforylceramid och mannosdiinositolfosforylceramid.

## Däggdjurs sfingolipidmetabolim
De novo sfingolipidsyntesen börjar med bildning av 3-keto-dihydrosfingosin av serinpalmitoyltransferas. De föredragna substraten för denna reaktion är palmitoyl-CoA och serin. Studier har dock visat att serinpalmitoyltransferas har viss aktivitet mot andra arter av fettacyl-CoA och alternativa aminosyror, och mångfalden av sfingoida baser har nyligen granskats. Därefter reduceras 3-keto-dihydrosfingosin för att bilda dihydrosfingosin. Dihydrosfingosin acyleras av en av sex (dihydro)-ceramidsyntaser, CerS - ursprungligen kallad LASS - för att bilda dihydroceramid. De sex CerS-enzymerna har olika specificitet för acyl-CoA-substrat, vilket resulterar i generering av dihydroceramider med olika kedjelängder (som sträcker sig från C14-C26). Dihydroceramider avmättas sedan för att bilda ceramid.

Metaboliska vägar för olika former av sfingolipider. Sfingolipdoser märks i motsvarande stadier som är bristfälliga.

De novo-genererad ceramid är det centrala navet i sfingolipidnätverket och har sedan flera öden. Det kan fosforyleras av ceramidkinas för att bilda ceramid-1-fosfat. Alternativt kan den glykosyleras med glukosylceramidsyntas eller galaktosylceramidsyntas. Dessutom kan det omvandlas till sfingomyelin genom tillsats av en fosforylkolinhuvudgrupp genom sfingomyelinsyntas. Diacylglycerol genereras av denna process. Slutligen kan ceramid brytas ned av ett ceramidas för att bilda sfingosin. Sfingosin kan fosforyleras för att bilda sfingosin-1-fosfat. Detta kan defosforyleras för att reformera sfingosin.
Nedbrytningsvägar möjliggör återgång av dessa metaboliter till ceramid. De komplexa glykosfingolipiderna hydrolyseras till glukosylceramid och galaktosylceramid. Dessa lipider hydrolyseras sedan av beta-glukosidaser och beta-galaktosidaser för att regenerera ceramid. På liknande sätt kan sfingomyelin brytas ned av sfingomyelinas för att bilda ceramid. Den enda vägen genom vilken sfingolipider omvandlas till icke-sfingolipider är genom sfingosin-1-fosfatlyas. Detta bildar etanolaminfosfat och hexadecenal.

## Däggdjurssfingolipiders funktioner
Sfingolipider anses allmänt skydda cellytan mot skadliga miljöfaktorer genom att bilda en mekaniskt stabil och kemiskt resistent yttre omslutning av plasmamembranets lipiddubbelskikt. Vissa komplexa glykosfingolipider har visat sig medverka i specifika funktioner, såsom celligenkänning och signalering. Celligenkänning beror huvudsakligen på de fysikaliska egenskaperna hos sfingolipiderna, medan signalering utnyttjar specifika interaktioner mellan glykanstrukturerna hos glykosfingolipider med liknande lipider som finns på närliggande celler eller med proteiner.
Nyligen har enkla sfingolipidmetaboliter, som ceramid och sfingosin-1-fosfat, visat sig vara viktiga mediatorer i signalkaskaderna involverade i apoptos, proliferation, stressrespons, nekros, inflammation, autofagi, senescens och differentiering. Ceramidbaserade lipider självaggregerar i cellmembran och bildar separata faser mindre flödiga än bulkfosfolipiderna. Dessa sfingolipidbaserade mikrodomäner, eller "lipidflottar" föreslogs ursprungligen att sortera membranproteiner längs de cellulära vägarna för membrantransport.
Sfingolipider syntetiseras i en väg som börjar i ER och slutförs i Golgiapparaten, men dessa lipider anrikas i plasmamembranet och i endosomerna, där de utför många av dess funktioner. Transport sker via vesikler och monomer transport i cytosolen. Sfingolipider är praktiskt taget frånvarande från mitokondrier och ER, men utgör en 20-35 molar fraktion av plasmamembranlipider.
Hos försöksdjur hämmar utfodring med sfingolipider koloncarcinogenes, sänker LDL-kolesterol och höjer HDL-kolesterol.